# Cuaespinós del Roraima
El cuaespinós del Roraima (Synallaxis kollari) és una espècie d'ocell de la família dels furnàrids (Furnariidae).
Habita boscos oberts i pastures de les terres baixes de l'extrem nord del Brasil.